# Атаев, Какабай
Какабай Атаев (1906 — 31 марта 1989) — советский туркменский государственный и партийный деятель. Первый секретарь Марыйского обкома КП(б) / КП Туркменистана (1945—1948, 1951—1959).

## Биография
Родился в 1906 году в туркменской крестьянской семье. Член ВКП(б) с 1937 года.
С 1920 г.:
- батрак у баев,
- слушатель советской партийной школы,
- в РККА,
- председатель Марыйского городского Совета (1937—1939),
- секретарь Марыйского областного комитета ВКП(б) (1940—1942),
- нарком пищевой промышленности Туркменской ССР (1942—1945),
- первый секретарь Марыйского областного комитета КП Туркменистана (1945—1948),
- слушатель Высшей партийной школы при ЦК ВКП(б),
- первый секретарь Марыйского областного комитета КП Туркменистана (1951—1959),
- министр коммунального хозяйства Туркменской ССР (1959—1973).

Избирался депутатом Верховного Совета СССР 2-го, 4-го и 5-го созывов, Верховного Совета ТССР 6-8-го созывов. Делегат XIX и XX съездов ЦК КПСС.

## Награды
- Орден Ленина (1957)
- Орден Октябрьской Революции (1971)
- Орден Трудового Красного Знамени (1946, 1950)
- Орден Знак Почёта (1944)
- Медаль «За трудовую доблесть» (1965)